# 페터 베렌스

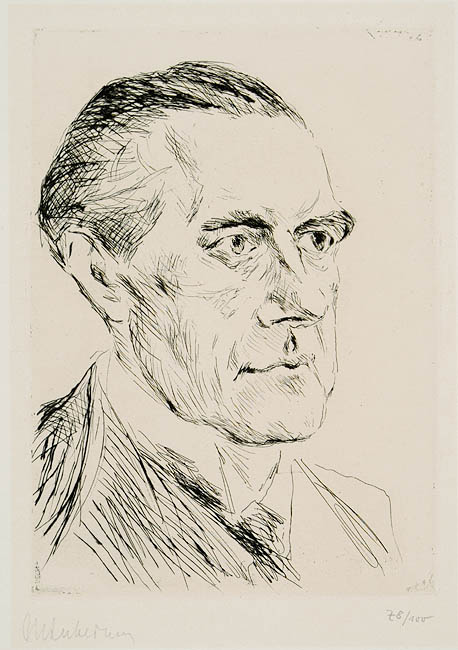
페터 베렌스

페터 베렌스(독일어: Peter Behrens, 1868년 4월 14일 ~ 1940년 2월 27일)는 1909년 베를린에 있는 그의 초기 선구적인 AEG 터빈 홀로 가장 잘 알려진 선도적인 독일 건축가, 그래픽 그리고 산업 디자이너였다. 그는 1900년대부터 1930년대까지 다양한 스타일의 물건들, 서체들, 그리고 중요한 건물들을 디자인하며 오랜 경력을 가졌다. 그가 또한 AEG를 위해 디자인하기 시작했을 때, 그는 1907년 독일 베르흐분트의 재단 멤버였고, 회사 디자인, 그래픽 디자인, 서체들, 물건들, 그리고 건물들을 개척했다. 그 다음 몇 년 동안, 그는 성공적인 건축가가 되었고, 1910년대의 합리주의/고전 독일 개혁 운동의 지도자가 되었다. 1차 세계대전 이후, 그는 브릭 표현주의로 돌아서서 프랑크푸르트 외곽의 주목할 만한 회흐스트 행정 건물을 디자인했고, 1920년대 중반부터 점점 더 새로운 객관성으로 갔다. 그는 1922년부터 1936년까지 비엔나 미술 아카데미의 건축 학교를 이끌었던 교육자이기도 했다. 유명한 건축가로서 그는 다른 유럽 국가들, 러시아와 영국에서 디자인을 제작했다. 루트비히 미즈 반 데어 로에, 르 코르뷔지에, 그리고 발터 그로피우스를 포함하여, 유럽 모더니즘의 주요 인물들 중 몇몇이 1910년대에 시작할 때 그를 위해 일했다.